# Kocierz Rychwałdzki
Kocierz Rychwałdzki est une localité polonaise de la gmina de Łękawica, située dans le powiat de Żywiec en voïvodie de Silésie.